# Clyde River
Clyde River (Inuktitut: Kanngiqtugaapik;  ᑲᖏᖅᑐᒑᐱᒃ) è un insediamento Inuit posto lungo la costa di Patricia Bay dell'Isola di Baffin allo sbocco del Clyde Inlet. Il paese si trova nella Regione di Qikiqtaaluk, nel Nunavut in Canada.

## Popolazione
Secondo i dati del censimento 2006 la popolazione era di 820 abitanti, con una crescita del 4,5% rispetto al 2001.

## Geografia fisica

### Territorio
L'insediamento si trova in una piccola piana, attorniata da spettacolari fiordi che si estendono fino al Barnes Icecap. Le montagne, gli iceberg e i ghiacciai rendono Clyde River una delle zone migliori per gli amanti della scalata.

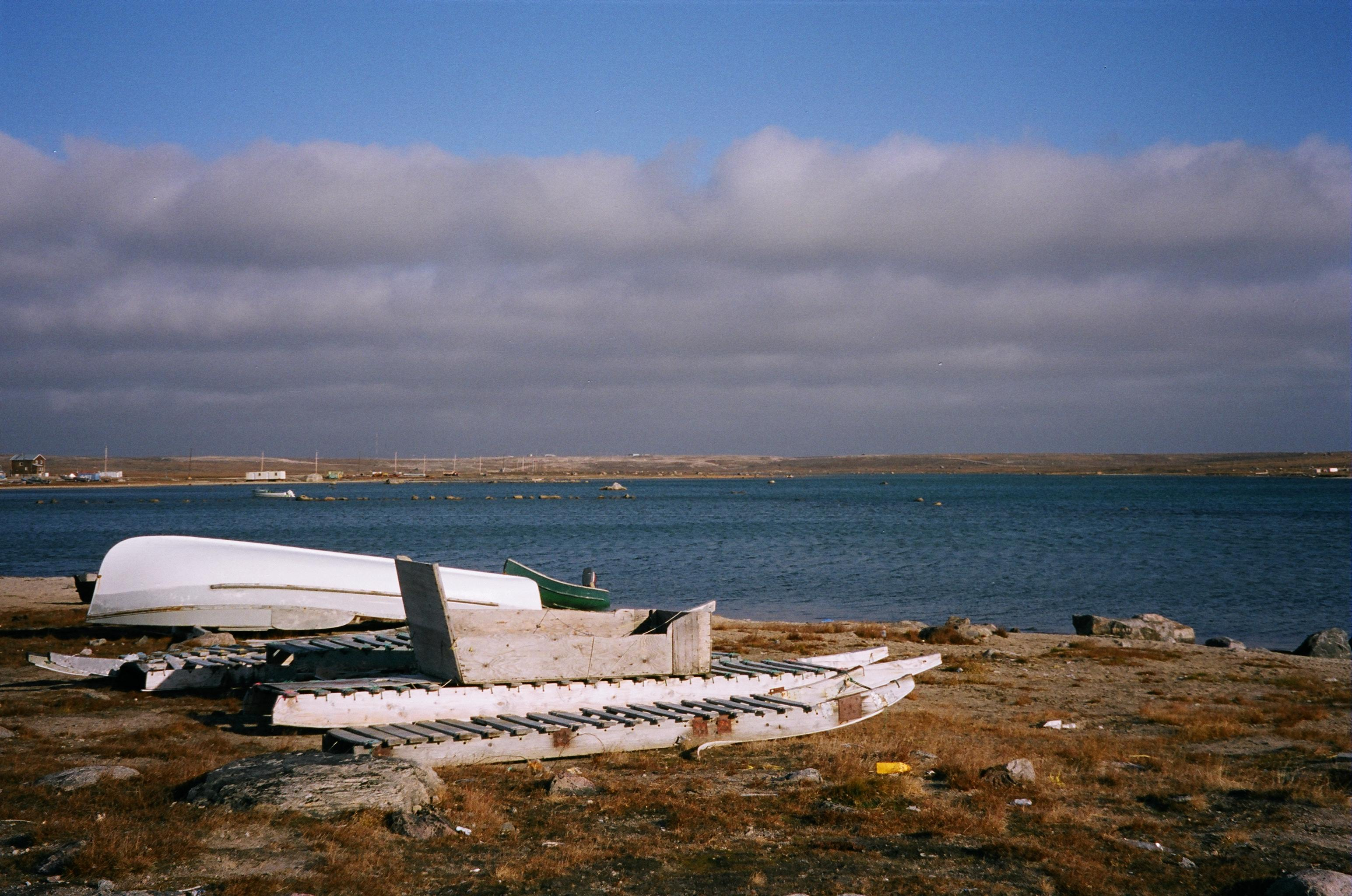
Barche ormeggiate presso Clyde River.

Nella regione si possono anche ammirare numerose specie animali, come i caribù, i narvali, gli orsi polari e altri mammiferi. Esiste anche la "Igaliqtuuq National Wildlife Area", nata per proteggere la balena della Groenlandia, la quale è situata presso la Isabella Bay. Clyde River diventerà inoltre sede della Nunavut's New Cultural school, che verrà completata nel 2009.

## Centro abitato
Circa la metà della popolazione è al di sotto dei 18 anni, e il numero degli abitanti è in rapido aumento. Nella comunità vi sono una scuola, due negozi, una arena, una sala comunale, una chiesa, un centro medico, un hotel e il Clyde River Airport.
Da questo partono voli regolari per Iqaluit e Pond Inlet.